# نيكول مالاتشوفسكي
نيكول مارجريت إلينغوود مالاتشوفسكي وهي من مواليد (1974 سبتمبر 26) هي ضابطة متقاعدة في سلاح الجو الأمريكي وأول طيار تم اختياره للطيران كجزء من سرب المظاهرة الجوية للقوات الجوية الأمريكية، والمعروف باسم طائرة الرعد أصبحت فيما بعد متحدثة وداعية نيابة عن المرضى الذين يعانون من الأمراض التي تنقلها العناكب.
كانت نيكول طالبة في دورية طيران مدني قبل دخولها أكاديمية القوات الجوية الأمريكية في عام 1992. تم تكليفها كملازم ثان بعد التخرج في عام 1996. كان أول أداء علني لها مع طيور الرعد في مارس 2006 ، أمضت موسم العرض الجوي لعامي 2006 و 2007 وهي تحلق بالطائرة رقم 3 (الجناح الأيمن) في تشكيل الألماس. بين 1 سبتمبر 2008 و31 أغسطس 2009 ، كان مالاتشوفسكي في مهمة خاصة، حيث شارك في برنامج زملاء البيت الأبيض لفئة 2008-2009 ، المكلف بإدارة الخدمات العامة. في عام 2011 .

## الجوائز والاوسمة
نيكول مالاتشوفسكي اعتبارًا من 1 أغسطس 2009:

1. ميدالية الخدمة الجديرة بالتقدير مع مجموعة أوراق البلوط البرونزية.
2. ميدالية الهواء.
3. ميدالية تكريم القوات الجوية مع مجموعة أوراق البلوط البرونزية.
4. وسام الإنجاز للقوات الجوية مع مجموعتين من أوراق البلوط البرونزية..
5. جائزة الوحدة المتميزة للقوات الجوية مع مجموعة أوراق البلوط الفضية.
6. جائزة التميز التنظيمي للقوات الجوية.
7. وسام الجاهزية القتالية وسام خدمة الدفاع.

## مواعيد الترفيع
1. ملازم ثاني عام 1996 عام مايو 29 .
2. ملازم أول 1998 عام مايو 29.
3. قائد المنتخب عام 2000.